# Laurence J. Peter
El doctor Laurence J. Peter (Vancouver, Colúmbia Britànica, 1919-1990) fou un pedagog, famós per haver formulat el Principi de Peter.
Va començar a treballar el 1941 com a professor i arribant a ser doctor de la Universitat Estatal de Washington el 1963.
El 1964, Peter es va traslladar a Califòrnia, on va exercir com a professor titular del departament de Pedagogia, director del centre Evelyn Frieden per l'ensenyament reglat i coordinador de programes per nens amb trastorns emocionals en la Universitat de Califòrnia del Sud.
Es va fer famós el 1968 amb la publicació del llibre El principi de Peter.